# Izan Guevara Bonnín
Izan Guevara Bonnín   (Palma, 28 de juny de 2004) és un pilot de motociclisme mallorquí que va guanyar el Campionat del Món de Moto3 de 2022 amb l'equip CFMoto Aspar. A banda, el 2019 va guanyar l'European Talent Cup i el 2020, el Campionat del Món Júnior FIM de Moto3.

## Carrera internacional

### Moto3
Guevara va debutar el 2021 al campionat del món de Moto3 amb l'equip d'Aspar, que li va confiar una Gas Gas (en realitat, una KTM RC 250 GP amb el nom de Gas Gas), com a company de Sergio García. Aquell any mateix obtingué la seva primera victòria al Gran Premi de les Amèriques. Va tancar la temporada en la vuitena posició final.
El 2022 continuà al mateix equip i protagonitzà una reeixida temporada: va guanyar el Gran Premi d'Espanya, va ser tercer al Gran Premi de França i segon al Gran Premi d'Itàlia. Després va guanyar els Grans Premis de Catalunya i Alemanya. Al Gran Premi de Gran Bretanya va caure, però després guanyà les curses d'Aragó i el Japó. Amb la victòria al Gran Premi d'Austràlia es va proclamar campió del món amb dues curses d'antelació. Tornà a guanyar a la darrera prova de la temporada, el Gran Premi de la Comunitat Valenciana.

### Moto2
El 2023 va passar a Moto2 amb l'equip GasGas Aspar com a company de Jake Dixon. Va aconseguir un sisè lloc a Austràlia com a millor resultat i va acabar el campionat en vint-i-dosena posició.

## Resultats al Mundial de motociclisme
Barem de puntuació de 1993 ençà:
| Posició | 1  | 2  | 3  | 4  | 5  | 6  | 7 | 8 | 9 | 10 | 11 | 12 | 13 | 14 | 15 |
| Punts   | 25 | 20 | 16 | 13 | 11 | 10 | 9 | 8 | 7 | 6  | 5  | 4  | 3  | 2  | 1  |

(Ids. Grans Premis | Llegenda) (Curses en negreta indiquen pole; curses en  itàlica indiquen volta ràpida)
| Any  | Categoria | Moto    | 1       | 2      | 3       | 4      | 5      | 6       | 7       | 8       | 9      | 10     | 11     | 12      | 13     | 14     | 15      | 16      | 17     | 18      | 19     | 20      | Pos | Pts |
| ---- | --------- | ------- | ------- | ------ | ------- | ------ | ------ | ------- | ------- | ------- | ------ | ------ | ------ | ------- | ------ | ------ | ------- | ------- | ------ | ------- | ------ | ------- | --- | --- |
| 2021 | Moto3     | Gas Gas | QAT 7   | DOH 6  | POR 24  | ESP 11 | FRA 14 | ITA 17  | CAT Ret | GER 10  | NED 12 | STY 14 | AUT 8  | GBR 4   | ARA 4  | SM 12  | AME 1   | EMI 12  | ALR 5  | VAL 7   |        |         | 8è  | 125 |
| 2022 | Moto3     | Gas Gas | QAT 8   | INA 2  | ARG Ret | AME 7  | POR 5  | ESP 1   | FRA 3   | ITA 2   | CAT 1  | GER 1  | NED 2  | GBR Ret | AUT 7  | SM 3   | ARA 1   | JPN 1   | THA 5  | AUS 1   | MAL 12 | VAL 1   | 1r  | 319 |
| 2023 | Moto2     | Kalex   | POR     | ARG    | AME 21  | ESP 22 | FRA 22 | ITA 18  | GER Ret | NED Ret | GBR 21 | AUT 13 | CAT 25 | SM Ret  | IND 13 | JPN 14 | INA 21  | AUS · 6 | THA 9  | MAL Ret | QAT 23 | VAL Ret | 22è | 20  |
| 2024 | Moto2     | Kalex   | QAT Ret | POR 22 | AME 20  | ESP 12 | FRA 10 | CAT Ret | ITA 8   | NED 19  | GER 13 | GBR 20 | AUT 12 | ARA Ret | SM 21  | EMI 13 | INA DSQ | JPN 10  | AUS 16 | THA 6   | MAL 3  | SLD 7   | 17è | 69  |

Només es va atorgar la meitat dels punts en haver-se completat menys de dos terços de la distància de la cursa (però almenys tres voltes completes).